# 성제묘
성제묘(聖帝廟)는 중국 삼국시대 촉한(蜀漢)의 장수, 운장(雲長) 관우를 받들기 위해 임진왜란(1592년) 이후에 남묘(南廟)·동묘(東廟)와는 달리 순수한 민간인에 의하여 세워진 사당이다. 일제 때 이 터를 팔았기 때문에 좁아졌다고 하며 1974년 10월에 서울시에서 부분적으로 해체ㆍ보수하였다.
이 사당은 당시 국가에서 세운 동묘·남묘와는 그 규모를 비교할 수 없으나 조선시대의 민간신앙 및 의식구조를 알 수 있는 중요한 자료로 평가되고 있다.

## 특징
이 건물은 목조 건물로 댓돌 위에 세웠으며, 앞면에는 네쪽의 문(閤門)을 달았고 내부 뒷벽에는 감실(龕室)을 만들고 그 속 중앙에 관우 부부상을 모셨다. 또 10점의 무속화(巫俗畵)가 봉안되어 있다.
당 가운데에는 관운장 내외분의 상이 있는데, 관운장은 대추빛 얼굴에 익선관(翼善冠)을 쓰고 붉은 곤룡포를 입고 있으며 관운장 부인상은 가체를 올리고 연녹색 당의(唐衣)에 홍색치마를 입고 있으며, 관운장 내외상 뒤에는 풍경화가 그려져 있는데 관운장 뒤에는 흰색의 달이 그려져 있고 부인상 뒤에는 붉은색의 해가 그려져 있으며, 또 내외상 양쪽 옆에는 두 점의 수묵화가 그려져 있다.
왼쪽 벽에는 3점의 무속화가 그려져 있는데 첫 번째 무속화는 흰 고깔에 흰 장삼을 입은 승려의 모습이고, 두 번째는 문신(文臣) 복장에 책을 무릎 위에 놓고 한쪽 손에는 신칼을 들고 있으며, 세 번째는 무관(武官) 복장을 한 두 사람이 그려져 있는데 한 사람은 손에 칼을 들고 있다.
오른쪽 벽에는 3점의 무속화가 있다. 첫 번째는 승려 복장을 하고 손에는 칼을 들고 있으며, 두 번째는 두 명의 마부가 말을 끌고 장수 한 명이 깃발을 들고 있는 모양이며, 세 번째는 마부 한 명이 말을 끌고 있는 모습이며, 이들 무속신상의 이름은 밝혀지지 않고 있다.
도구는 신장 2개, 신칼 1개, 꿩 털로 만든 털이개 모양의 물건이 있으며, 왼쪽 벽에는 신칼 2개가 세워져 있다. 

## 제사 의식
제사 의식은 상을 차린 다음 잔을 드리고 재배하며 참석한 사람은 세사람씩 들어가서 합동으로 절을 한다. 원래는 관우 부부를 추모하는 제사였으나 현재는 동제(洞祭)의 형식을 띠고 있으며 대부분 마을 토박이 주민들이 참여한다.
제사 날짜는 음력 10월 19일이며, 제사 비용은 이 마을 상조회(相助會) 회원들이 성의껏 내며, 제수(祭需)는 3색 과실·생선포·조기·제육·떡·막걸리 등이며 준비할 때에는 상가(喪家)나 해산(解産) 집에는 출입을 금하는 등 금기(禁忌)를 지킨다.

## 같이 보기
- 동관왕묘

## 참고 자료
- 성제묘 - 국가유산청 국가유산포털

 본 문서에는 서울특별시에서 지식공유 프로젝트를 통해 퍼블릭 도메인으로 공개한 저작물을 기초로 작성된 내용이 포함되어 있습니다.